# Neocleptria leucatma
Neocleptria leucatma är en fjärilsart som beskrevs av Edward Meyrick 1897. Neocleptria leucatma ingår i släktet Neocleptria och familjen nattflyn. Inga underarter finns listade i Catalogue of Life.